# Kanarenexpress
El KanarenExpress (conocido también como Kanaren Express) era desde 2006 hasta 2017 una publicación periódica en lengua alemana en las Islas Canarias. Editada por Tina Straub, Joe Schacher y Henry Cruz.